# Patrick Lyon (3e comte de Strathmore et Kinghorne)
Patrick Lyon, 3e comte de Strathmore et Kinghorne (29 mai 1643 - 15 mai 1695) est un pair et un noble écossais. 

## Biographie
Il est le fils de John Lyon (2e comte de Kinghorne) et de sa femme Elizabeth Maule, fille de Patrick Maule 1er comte de Panmure) et de Frances Stanhope. Patrick est le petit-fils de Patrick Lyon, 1er comte de Kinghorne et de son épouse Anne Murray.
Le 12 mai 1646, 17 jours avant son troisième anniversaire, Patrick hérite des titres de comte de Kinghorne et de Lord Glamis de son père, ainsi que du château de Glamis et du château de Lyon (aujourd'hui Castle Huntly), qui ont été achetés par le 1er comte de Kinghorne en 1614. Le 30 mai 1672, il obtient une nouvelle charte, ratifiée au Parlement le 1er juillet 1677, ajoutant un titre, qui est désormais comte de Strathmore et Kinghorne, vicomte Lyon, Lord Glammis, Tannadyce, Sidlaw et Stradichtie, avec la préséance de l'ancien honneur du comte de Kinghorne.

## Famille
Patrick Lyon épouse Helen Middleton, fille de John Middleton (1er comte de Middleton)) et de son épouse Grizel Durham, le 23 août 1662. Ils ont :
1. John Lyon (4e comte de Strathmore et Kinghorne) (8 mai 1663 - 10 mai 1712).
2. Grizel Lyon (1665 - vers 1721) épouse David Ogilvy, 3e comte d'Airlie
3. Jean Lyon (1666 - inconnue), décédée jeune.
4. Elizabeth Lyon (1666 - avant 1672), décédée jeune.
5. Patrick Lyon (1669 - 1715).
6. Elizabeth Lyon (1672 - 1739), épouse Charles Gordon, 1er comte d'Aboyne, et a des descendants. Elle se remarie à Patrick Kinnaird, 3e Lord Kinnaird, a des descendants, puis au capitaine Alexander Grant, pas de descendance.
7. Adélaïde Lyon (1676-1698) .
8. Charles Lyon (1679 – 1692), mort jeune.